# Rozsutce
Rozsutce jsou geomorfologickou částí Kriváňské Fatry. Nacházejí se v severní části podcelku, jižně od Terchové.

## Vymezení
Území tvoří hřeben, rozdělený úžinou Tiesňavy na dvě části, který od zbytku pohoří vymezuje údolí Velká Bránica, sedlo Príslop, Štefanovská kotlina a sedlo Medziholie. Jižním okrajem sousedí v rámci Kriváňské Fatry s částmi Kriváňské Veterné hole, Štefanovská kotlina a Osnice, která Rozsutce obepíná i z východu. Ze severu území ohraničuje Zázrivská brázda (část podcelku Kysucké bradla) a Varinské podolie, podcelek Žilinské kotliny. 

## Ochrana území
Prakticky celé území této části Kriváňské Fatry leží v Národním parku Malá Fatra a velkou část zabírají zvláště chráněné lokality: národní přírodní rezervace Tiesňavy a Rozsutec. 

## Turismus
Rozsutce patří do přísně chráněných národních přírodních rezervací, proto pohyb turistů je ve velké části omezen na pár značených tras. Výjimkou je východní část v širším okolí masivu dominantního Velkého Rozsutce s významným sedlem Medziholie coby křižovatky tras na Velký Rozsutec, Malý Rozsutec, Osnice či Stoh. Druhým významným je sedlo Medzirozsutce, kde se setkává několik značených stezek a velmi atraktivní jsou nedaleké Jánošíkovy diery a Soutěsky, zpřístupňující zároveň celou Vrátnou. 